# Hyphoraia testudinaria
Hyphoraia testudinaria là một loài bướm đêm thuộc phân họ Arctiinae, họ Erebidae.